# Elfi Hartenstein
Elfi Hartenstein (* 18. August 1946 in Starnberg) ist eine deutsche Schriftstellerin. Sie schreibt Romane, Erzählungen, Hörspiele, Sachbücher und hat aus dem Englischen übersetzt.

## Leben und Werk
Hartenstein war nach einem Studium der Germanistik und Geschichte in Bremen als Lehrerin tätig. Daneben war sie Mitarbeiterin in einem Verlag für Frauenliteratur und Mitherausgeberin der Literaturzeitschrift Schreiben.
Seit 1989 lebt sie als freie Schriftstellerin und Übersetzerin in Regensburg. Lehraufträge als Dozentin für Deutsch führten sie nach Rumänien, Moldawien, in die Ukraine, nach Kasachstan und Kirgisistan.
Hartenstein konnte sich als literarisch ambitionierte Autorin bisher „im Markt“ nicht durchsetzen. Sie ist Mitglied im Verband Deutscher Schriftsteller.

## Anerkennungen und Stipendien
- 1981: Förderstipendium für Literatur der Hansestadt Bremen
- 1984: Littera-Medaille
- 1991: Übersetzer-Stipendium des Deutschen Literaturfonds
- 2004: Stipendium des Künstlerhofes Schreyahn
- Aufenthalts-Stipendium des Tyrone Guthrie Centre im irischen Newbliss.

## Werke
- Wenn auch meine Paläste zerfallen sind, Frauenliteraturverlag, Bremen 1984, ISBN 3-924588-10-4
- Heimat wider Willen, Verlagsgemeinschaft Berg, Berg am See 1991, ISBN 3-921655-74-9
- Jüdische Frauen im New Yorker Exil, Edition Ebersbach, Dortmund 1999, ISBN 3-931782-55-7
- Geschichten mit Herbst, Lichtung Verlag, Viechtach 2001, ISBN 3-929517-39-6
- Marieluise Fleißer (zus. mit Annette Hülsenbeck), Edition Ebersbach, Berlin 2001, ISBN 3-934703-25-9
- Moldawisches Roulette, Deutscher Taschenbuch Verlag, München 2004, ISBN 3-423-24431-3

## Herausgeberschaft
- Allerlei Frau, Bremen 1980 (zusammen mit Denny Hirschbach)
- Glücklich oder nicht?, Bremen 1980
- Nicht Reservat, nicht Wildnis, Bremen 1988
- … und nachts Kartoffeln schälen, Berg am Starnberger See 1992
- Deutsche Gedichte über Polen, Frankfurt am Main 1994

## Übersetzungen
- Olga Grushin: Suchanow verkauft seine Seele (Originaltitel: The Dream Life of Sukhanov), Claasen, Berlin 2007, ISBN 978-3-546-00411-4.
- Marina Lewycka: Kurze Geschichte des Traktors auf Ukrainisch, (Originaltitel: A Short History of Tractors in Ukrainian), Roman. dtv 24557 Premium, München 2006, ISBN 978-3-423-24557-9; als Hörspiel: von Claudia Kattanek. Mit Elisabeth Trissenaar, Lena Stolze, Traugott Buhre; Regie: Oliver Sturm, vom MDR Leipzig (1 CD, 60 Minuten), Hörverlag, München 2007, ISBN 978-3-86717-077-2; als Hörbuch: eine gekürzte Lesung von Iris Berben, 4 CDs (315 Minuten), Random House, Köln 2011, ISBN 978-3-8371-0875-0 (= Brigitte – starke Stimmen).
- Ellis Peters: Der Ruf der Nachtigall, München 2005.
- Patricia Wentworth: Der Stoß von der Klippe, München 2002.
- Peg Grymes: Die Romantikfalle und wie Frauen sich daraus befreien (Originaltitel: The Romancetrap), Edition Ebersbach, Dortmund 1998 (deutsche Erstausgabe), ISBN 3-931782-22-0; als Taschenbuch: Fischer-TB 14698 „Die Frau in der Gesellschaft“, Frankfurt am Main 2001, ISBN 3-596-14698-4.
- Melvyn Kinder: Machen Sie das Beste aus Ihren Stimmungen, München 1996.
- Carol Shields: Die süße Tyrannei der Liebe, München 1993.
- Sana Al-Khayyat: Ehre und Schande, München 1991.